# 瓜蘭

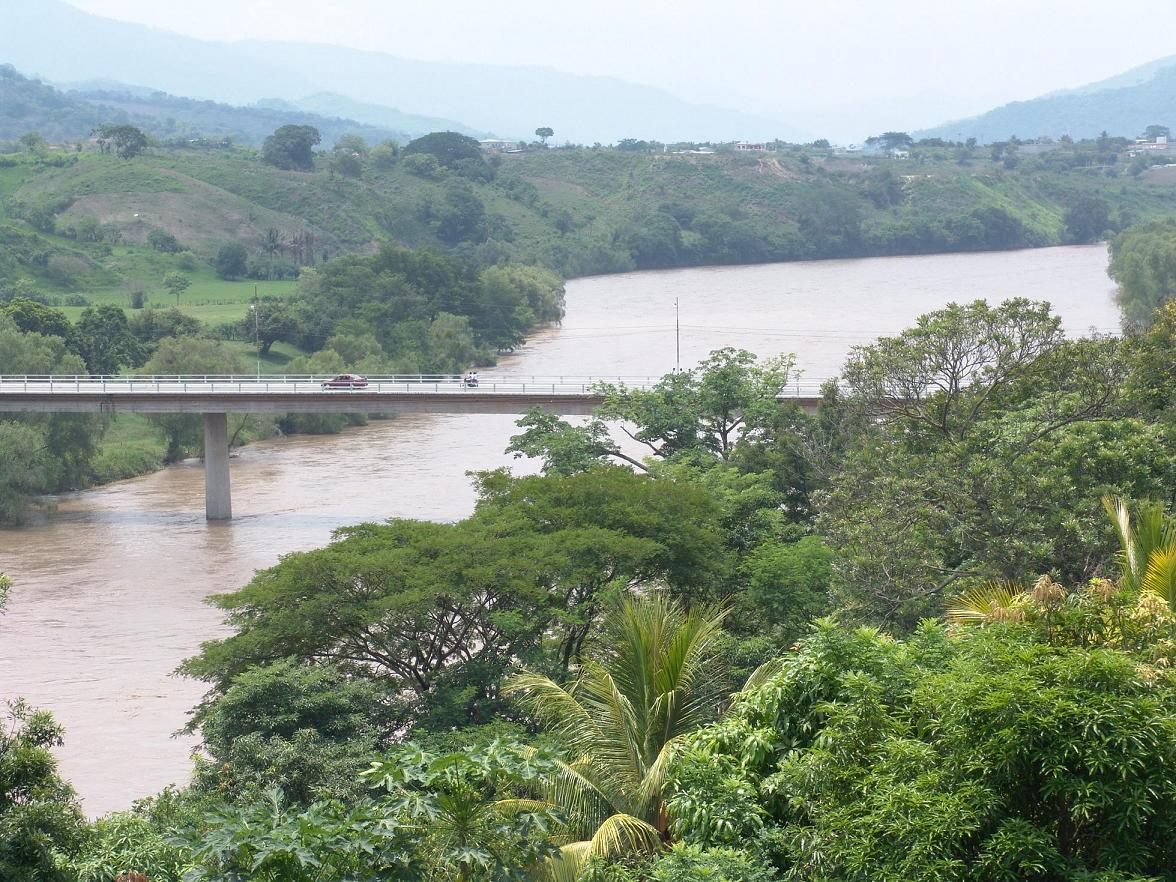
瓜兰市风光

瓜蘭是危地馬拉的城鎮，由薩卡帕省負責管轄，位於該國東部，距離首都危地馬拉市165公里，面積709平方公里，海拔高度141米，2008年人口53,172。

## 外部連結
- Gualan website
- Gualan radio
- Gualan blog （页面存档备份，存于）
- Gualan website （页面存档备份，存于）

15°08′N 89°22′W / 15.133°N 89.367°W